# Maia Challenger 2001
Il Maia Challenger 2001 è stato un torneo di tennis facente parte della categoria ATP Challenger Series nell'ambito dell'ATP Challenger Series 2001. Il torneo si è giocato a Maia in Portogallo dal 24 al 30 settembre 2001 su campi in terra rossa.

## Vincitori

### Singolare
Jarkko Nieminen ha battuto in finale  Feliciano López con il punteggio di 5–7, 6–3, 6–4.

### Doppio
Juan Ignacio Carrasco /  Djalmar Sistermans hanno battuto in finale  Emanuel Couto /  Bernardo Mota con il punteggio di 7–5, 3–6, 7–5.